# Rimska dijeceza
Dijeceza (lat. diacesis od grč. dioikesis: gospodarstvo, kućanstvo, upravljanje, uprava), upravna jedinica Rimskog Carstva (od kraja 3. stoljeća), veća od provincije, manja od prefekture. Dioklecijan je Carstvo podijelio na 12 (Vujaklija: 14) dijeceza sa 101 provincijom. 
Već za Konstantina Velikog počinje se naziv dijeceza upotrebljavati i za crkvenoupravno područje, posebno kad se poklapa s granicama dijeceze Carstva, pa termin dijeceza u Katoličkoj crkvi danas naziv za područje kojim upravlja biskup (tj. za biskupiju)